# Stanisław Sierawski
Stanisław Sierawski pseud. „Stachurski” (ur. 12 kwietnia 1915 w Olszewnicy Starej, zm. 11 lipca 2022) – polski żołnierz, uczestnik kampanii wrześniowej, żołnierz Armii Krajowej i uczestnik powstania warszawskiego, pułkownik WP w stanie spoczynku, Honorowy Obywatel Gminy Jabłonna.

## Życiorys
Przyszedł na świat jako syn Tomasza i Franciszki z domu Gronek. Jego ojciec zmarł, gdy Stanisław miał sześć lat w związku z czym jego matka samotnie wychowywała szóstkę dzieci. W 1937 został powołany do służby czynnej w 32 Pułku Piechoty stacjonującym w Modlinie. W trakcie polskiej wojny obronnej we wrześniu 1939 roku, uczestniczył w walkach z Niemcami w obronie Modlina jako dowódca drużyny granatników w składzie 32 Pułku Piechoty, zaś po kapitulacji twierdzy dostał się do niewoli niemieckiej, z której został zwolniony już 15 października 1939. Od wiosny 1940 związany był ze środowiskiem syndykalistycznym, które utworzyło później Związek Syndykalistów Polskich. W ramach tego środowiska był członkiem oddziału sabotażowo-szturmowego działającego w okolicach Legionowa i na warszawskiej Pradze. Po akcji scaleniowej służył w Armii Krajowej w ramach Obwodu VII AK „Obroża”. W 1942 ukończył  konspiracyjną szkołę podoficerską w Chotomowie. W trakcie powstania warszawskiego służył w plutonie 707 – 1 Rejonu „Brzozów” (Legionowo) – VII Obwodu "Obroża" (powiat warszawski) Warszawskiego Okręgu Armii Krajowej.
W 2013, Rada Gminy Jabłonna przyznała mu tytuł Zasłużonego dla Gminy Jabłonna, zaś 29 kwietnia 2015 uchwałą z VIII sesji Rady Gminy Jabłonna został wyróżniony tytułem Honorowy Obywatel Gminy Jabłonna.
W 2021 z okazji 106 urodzin otrzymał list z życzeniami od Prezydenta RP Andrzeja Dudy. List w imieniu pary prezydenckiej wręczył minister w Kancelarii Prezydenta RP Wojciech Kolarski.
W 2013 został mianowany na stopień majora Wojska Polskiego. W 2017 minister obrony narodowej awansował Stanisława Sierawskiego na stopień podpułkownika WP, zaś 30 lipca 2021 minister obrony narodowej Mariusz Błaszczak wręczył Stanisławowi Sierawskiemu akt mianowania na stopień pułkownika.
Był mieszkańcem Chotomowa.
Zmarł 11 lipca 2022. Jego pogrzeb odbył się 15 lipca 2022 w Chotomowie.

## Wybrane odznaczenia
- Krzyż Kawalerski Orderu Odrodzenia Polski (2015)[9][3]
- Krzyż Walecznych (1939)[5]